# Melibaeopsis
Melibaeopsis es un género de escarabajos de la familia Buprestidae.

## Especies
- Melibaeopsis angolana (Obenberger, 1931)
- Melibaeopsis benguelae (Obenberger, 1922)
- Melibaeopsis carinata (Quedenfeldt, 1888)
- Melibaeopsis chlorolineata (Quedenfeldt, 1886)
- Melibaeopsis costata (Kerremans, 1908)
- Melibaeopsis costipennis (Kerremans, 1907)
- Melibaeopsis monardi Thery, 1931
- Melibaeopsis nigroaenea Thery, 1940
- Melibaeopsis overlaeti Thery, 1940
- Melibaeopsis quarrei (Burgeon, 1941)
- Melibaeopsis rufipecta (Quedenfeldt, 1886)
- Melibaeopsis schoutedeni (Obenberger, 1922)
- Melibaeopsis tricolor Thery, 1947